# منفذ برويز خان الحدودي
منفذ برويز خان الحدودي هو منفذ حدودي بري عراقي في محافظة ديالى العراقية، مجاور للحدود الإيرانية في محافظة كرمنشاه قريبٌ من قصر شيرين. يُستعمل المنفذ لنقل المسافرين والتجارة. منفذ برويز خان لا تُشرف عليه هيأة المنافذ الحدودية العراقية الاتحادية، بل يُشرف على المنفذ حكومةُ إقليم كردستان العراق.